# Iberesia brauni
Iberesia brauni là một loài nhện trong họ Nemesiidae.
Iberesia brauni được miêu tả năm 1882 bởi L. Koch.